# Myotis rufopictus
Myotis rufopictus (Waterhouse, 1845) è un pipistrello della famiglia dei Vespertilionidi endemico delle Filippine.

## Descrizione

### Dimensioni
Pipistrello di piccole dimensioni, con la lunghezza totale tra 114 e 120 mm, la lunghezza dell'avambraccio tra 49 e 55 mm, la lunghezza della coda tra 44 e 53 mm, la lunghezza del piede tra 11 e 14 mm, la lunghezza delle orecchie tra 19 e 22 mm e un peso fino a 17 g.

### Aspetto
Le parti dorsali sono giallo-arancioni brillanti o bruno-arancioni, mentre le parti ventrali sono più chiare. Il muso è corto e appuntito. Le orecchie sono relativamente corte, strette e con un incavo sul bordo posteriore appena sotto l'estremità appuntita. Il trago è lungo, affusolato e con il margine anteriore dritto. Le ali sono arancioni, con le membrane tra le dita nere e attaccate posteriormente alla base dell'alluce. I piedi sono piccoli e brunastri. La coda è lunga ed inclusa completamente nell'ampio uropatagio, il quale è arancione. Il calcar è sottile e privo di carenatura.

## Biologia

### Comportamento
Si rifugia probabilmente tra il denso fogliame.

### Alimentazione
Si nutre di insetti.

## Distribuzione e habitat
Questa specie è diffusa sulle isole filippine di Luzon, Negros, Palawan e Sibuyan.
Vive nelle foreste primarie e secondarie di pianura e montane tra 50 e 1.465 metri di altitudine e nelle zone agricole al livello del mare.

## Conservazione
La IUCN Red List, considerati i continui dubbi sulla validtà tassonomica, l'estensione dell'areale, lo stato della popolazione e i requisiti ecologici, classifica M.rufopictus come specie con dati insufficienti (DD).